# Maria di Scozia (contessa di Boulogne)
Maria di Scozia (1082 – 1116), principessa del Casato dei Dunkeld, fu contessa consorte di Boulogne.

## Origine
Maria, secondo il Florentii Wigornensis Monachi Chronicon, era la figlia ultimogenita del re di Scozia Malcolm III e della sua seconda moglie Margherita del Wessex, figlia del principe Edoardo (a sua volta figlio del re d'Inghilterra, Edmondo II, che secondo il monaco e cronista Orderico Vitale discendeva da Alfredo il Grande) e di Agata di Kiev, di origine incerta. Margherita era la sorella di Edgardo Atheling, ultimo discendente del Casato dei Wessex e pretendente alla corona d'Inghilterra.
Malcolm III di Scozia era figlio di Duncan I e di sua moglie Suthen o Sibilla di Northumbria, che secondo lo storico e presbitero scozzese Giovanni di Fordun era la cugina del Conte di Northumbria Siward.
Maria era sorella dei re di Scozia Edgar (1097-1107), Alessandro I, (1107-1124) e Davide I (1124-1153), ed inoltre era sorella di Matilde (o Edith), moglie di Enrico I d'Inghilterra. Questo rendeva Maria zia dell'imperatrice Matilde, la quale si batté aspramente contro il cugino Stefano di Blois che di Maria era genero.

## Biografia
Attorno al 1086 Maria e la sorella (allora ancora di nome Edith) furono inviate dai genitori presso l'abbazia di Romsey perché vivessero con la zia badessa Cristina. Le ragazze trascorsero lì parte della loro infanzia, dove venne data loro anche una prima educazione; poi, qualche tempo prima del 1093, vennero mandate presso l'abbazia di Wilton, noto centro educativo. Là viveva una poetessa, Muriel de Wilton, che attraeva l'attenzione di molti studiosi europei. In quel periodo Edith ricevette diverse proposte di matrimonio, tutte rifiutate, fino a che nel 1100 acconsentì a sposare il re d'Inghilterra Enrico I Beauclerc, appena asceso al trono, e dopo il matrimonio mutò nome in Matilde. All'inizio il matrimonio per le due giovani non era stato considerato, giacché essendo cresciute in convento parevano destinate a divenire suore.
Maria era invece partita qualche anno prima, nel 1096, ed era ancora nubile. Poiché la sorella voleva che anche lei si maritasse, vennero organizzate le nozze con Eustachio, figlio primogenito del conte di Boulogne Eustachio II e della sua seconda moglie, Ida di Verdun o di Lorena, figlia femmina primogenita del Duca dell'Alta Lorena (Lotaringia), Conte di Verdun, Margravio reggente di Toscana (assieme alla seconda moglie, Beatrice di Bar dal 1054), Duca della Bassa Lorena (Lotaringia) e margravio di Anversa, Goffredo III il Barbuto, e della prima moglie Doda. Il matrimonio viene ricordato anche dalla Genealogica comitum Buloniensium.
Secondo Giovanni di Fordun morì tre anni prima della sorella Matilde o Edith, quindi attorno al 1116.

## Figli
Maria ad Eustachio diede solo una figlia:
- Matilde di Boulogne (circa 1103 - 1152), contessa di Boulogne, sposò Stefano di Blois (circa 1096-1154), futuro re d'Inghilterra[15].
Quando Enrico I morì senza lasciare eredi legittimi maschi, Stefano contese la corona alla cugina, l'imperatrice Matilde (unica figlia legittima vivente di Enrico). Stefano e sua moglie divennero quindi re e regina d'Inghilterra; per cui le figlie di Maria e della sorella Matilde/Edith, entrambe di nome Matilde, combatterono aspramente per la corona inglese. Quando Stefano venne catturato, Matilde di Boulogne mise insieme un esercito che liberò il marito. Infine Stefano mantenne il dominio sull'Inghilterra, ma con l'accordo che alla sua morte gli sarebbe succeduto il figlio maggiore dell'Imperatrice, Enrico II, pronipote di Maria.

## Ascendenza
|                       |                          |                           | Genitori             |  |  | Nonni |  |  | Bisnonni          |  |  | Trisnonni |  |
|                       |                          |                           |                      |  |  |       |  |  | Crinán di Dunkeld |  |  | …         |  |
|                       |                          |                           |                      |  |  |       |  |  | Crinán di Dunkeld |  |  | …         |  |
|                       |                          | …                         |                      |  |  |       |  |  | Crinán di Dunkeld |  |  |           |  |
| Duncan I di Scozia    |                          |                           |                      |  |  |       |  |  | Crinán di Dunkeld |  |  |           |  |
|                       |                          | Bethóc di Scozia          | Malcolm II di Scozia |  |  |       |  |  |                   |  |  |           |  |
|                       |                          | Bethóc di Scozia          | Malcolm II di Scozia |  |  |       |  |  |                   |  |  |           |  |
|                       |                          | Bethóc di Scozia          | …                    |  |  |       |  |  |                   |  |  |           |  |
| Malcolm III di Scozia |                          | Bethóc di Scozia          |                      |  |  |       |  |  |                   |  |  |           |  |
|                       |                          | …                         | …                    |  |  |       |  |  |                   |  |  |           |  |
|                       |                          | …                         | …                    |  |  |       |  |  |                   |  |  |           |  |
|                       |                          | …                         | …                    |  |  |       |  |  |                   |  |  |           |  |
| Suthen                |                          | …                         |                      |  |  |       |  |  |                   |  |  |           |  |
|                       |                          | …                         | …                    |  |  |       |  |  |                   |  |  |           |  |
|                       |                          | …                         | …                    |  |  |       |  |  |                   |  |  |           |  |
|                       |                          | …                         | …                    |  |  |       |  |  |                   |  |  |           |  |
| Maria di Scozia       |                          | …                         |                      |  |  |       |  |  |                   |  |  |           |  |
|                       | Edmondo II d'Inghilterra | Etelredo II d'Inghilterra |                      |  |  |       |  |  |                   |  |  |           |  |
|                       | Edmondo II d'Inghilterra | Etelredo II d'Inghilterra |                      |  |  |       |  |  |                   |  |  |           |  |
|                       | Edmondo II d'Inghilterra | Aelfgifu di York          |                      |  |  |       |  |  |                   |  |  |           |  |
| Edoardo l'esiliato    | Edmondo II d'Inghilterra |                           |                      |  |  |       |  |  |                   |  |  |           |  |
|                       |                          | Ealdgyth                  | …                    |  |  |       |  |  |                   |  |  |           |  |
|                       |                          | Ealdgyth                  | …                    |  |  |       |  |  |                   |  |  |           |  |
|                       |                          | Ealdgyth                  | …                    |  |  |       |  |  |                   |  |  |           |  |
| Margherita di Scozia  |                          | Ealdgyth                  |                      |  |  |       |  |  |                   |  |  |           |  |
|                       |                          | …                         | …                    |  |  |       |  |  |                   |  |  |           |  |
|                       |                          | …                         | …                    |  |  |       |  |  |                   |  |  |           |  |
|                       |                          | …                         | …                    |  |  |       |  |  |                   |  |  |           |  |
| Agata di Kiev         |                          | …                         |                      |  |  |       |  |  |                   |  |  |           |  |
|                       |                          | …                         | …                    |  |  |       |  |  |                   |  |  |           |  |
|                       |                          | …                         | …                    |  |  |       |  |  |                   |  |  |           |  |
|                       |                          | …                         | …                    |  |  |       |  |  |                   |  |  |           |  |
|                       |                          | …                         |                      |  |  |       |  |  |                   |  |  |           |  |

### Fonti primarie
- (LA)  Florentii Wigorniensis Monachi Chronicon, Tomus II Continuatio.
- (EN)  The Chronicles of Florence of Worcester with two continuations.
- (LA)  Monumenta Germaniae Historica, Scriptores, tomus IX.
- (LA)  Rerum Gallicarum et Francicarum Scriptores, tomus decimus quartus ,tomus XIV.
- (LA)  Monumenta Germanica Historica, tomus XXIII.
- (LA)  Ordericus Vitalis, Historia Ecclesiastica, vol. II.
- (LA)  Ordericus Vitalis, Historia Ecclesiastica, vol. unicum.
- (LA)  Ordericus Vitalis, Historia Ecclesiastica, vol. III.
- (LA)  Cartulaire de l'abbaye de Saint-Bertin.
- (EN)  Johannis de Fordun Chronica gentis Scotorum.

### Letteratura storiografica
- William John Corbett, "Inghilterra, 1087-1154", cap. II, vol. VI (Declino dell'impero e del papato e sviluppo degli stati nazionali) della Storia del Mondo Medievale, 1999, pp. 56–98.